# Aly Ndom
Aly Ndom est un footballeur français né le 30 mai 1996 à Pontoise (Val-d'Oise). Il évolue au poste de milieu défensif.

## Biographie
Aly Ndom, natif de Pontoise de parents sénégalais, joue à l'AS Saint-Ouen-l'Aumône avant de rejoindre le centre de formation du Stade de Reims en 2012. Ayant fait partie de l'équipe finaliste de la Coupe Gambardella 2013-2014 contre l'AJ Auxerre (défaite 2 à 0), le jeune milieu de terrain est ensuite le capitaine de l'équipe championne de France des U19 en 2015. Dans cette formation, Il côtoie Jordy Siebatcheu et Rémi Oudin.
En septembre 2015, Aly Ndom signe son premier contrat professionnel avec le club champenois pour une durée de trois ans. Il joue son premier match professionnel de Ligue 1 le 20 février 2016 au Parc des Princes contre le Paris Saint-Germain, remplaçant Antoine Conte à la 67e minute. Le jeune milieu de terrain dispute huit rencontres lors de la saison 2015-2016 qui voit le club être relégué en Ligue 2.
Lors de la saison 2016-2017, il participe à 19 rencontres de Ligue 2 mais n'est titularisé qu'à quatre reprises. Son temps de jeu continue d'augmenter la saison suivante mais il ne s'impose toujours pas comme un titulaire, prenant part à 26 rencontres pour 6 titularisations. En février 2018, il prolonge son contrat de deux saisons supplémentaires avec l'équipe rémoise et voit le club être sacré champion de Ligue 2 et monter en Ligue 1 au terme de l'exercice 2017-2018.
Le 4 janvier 2019, il est prêté jusqu'au terme de la saison avec option d'achat au SM Caen qui doit notamment faire face à la blessure de Prince Oniangué. Quelques jours plus tard, il subit une arthroscopie d'un genou pour une durée d'indisponibilité estimée à un mois. Il dispute son premier match avec Caen le 31 mars 2019 lors d'un déplacement à Monaco (30e journée, victoire 0-1). Victime d'une rechute au genou, il est finalement opéré et ne réapparaît pas sous le maillot normand.
Il est transféré à l'AJ Auxerre le 29 juillet 2019 bien qu'il ne soit pas encore totalement remis de sa blessure. Sur la première partie de saison, il ne participe qu'à 12 minutes de jeu, effectuées lors d'une entrée en jeu face à l'AC Ajaccio (6e journée, victoire 3-1).
Après de courts passages au Chindia et à Viterbese en Série C, il est transféré pour un montant avoisinant les 250 000€ à l’IFK Marihamn en première division finlandaise.

## Statistiques
| Saison                | Club                  | Championnat           | Championnat | Championnat | Coupe nationale | Coupe nationale | Coupe de la Ligue | Coupe de la Ligue | Total | Total |
| Saison                | Club                  | Division              | M.          | B.          | M.              | B.              | M.                | B.                | M.    | B.    |
| 2015-2016             | Stade de Reims        | Ligue 1               | 8           | 0           | -               | -               | -                 | -                 | 8     | 0     |
| 2016-2017             | Stade de Reims        | Ligue 2               | 19          | 0           | 2               | 0               | 1                 | 0                 | 22    | 0     |
| 2017-2018             | Stade de Reims        | Ligue 2               | 26          | 2           | 1               | 1               | 2                 | 0                 | 29    | 3     |
| 2018-2019             | Stade de Reims        | Ligue 1               | 11          | 0           | -               | -               | 1                 | 0                 | 12    | 0     |
| Sous-total            | Sous-total            | Sous-total            | 64          | 2           | 3               | 1               | 4                 | 0                 | 71    | 3     |
| 2019                  | SM Caen (prêt)        | Ligue 1               | 1           | 0           | 0               | 0               | -                 | -                 | 1     | 0     |
| Sous-total            | Sous-total            | Sous-total            | 1           | 0           | 0               | 0               | 0                 | 0                 | 1     | 0     |
| 2019-2020             | AJ Auxerre            | Ligue 2               | 8           | 1           | 0               | 0               | 0                 | 0                 | 8     | 1     |
| 2020-2021             | AJ Auxerre            | Ligue 2               | 19          | 0           | 1               | 0               | -                 | -                 | 20    | 0     |
| 2021-2022             | AJ Auxerre            | Ligue 2               | 20          | 1           | 3               | 0               | -                 | -                 | 23    | 1     |
| Sous-total            | Sous-total            | Sous-total            | 47          | 2           | 4               | 0               | 0                 | 0                 | 51    | 2     |
| Total sur la carrière | Total sur la carrière | Total sur la carrière | 112         | 4           | 7               | 1               | 4                 | 0                 | 123   | 5     |

## Palmarès
- Finaliste de la Coupe Gambardella 2013-2014 avec le Stade de Reims
- Champion de France des moins de 19 ans en 2015 avec le Stade de Reims
- Champion de France de Ligue 2 en 2018 avec le Stade de Reims